# Æthelweard (zoon van Alfred)
Æthelweard (ca. 880 - 920 of 922) was de jongere zoon van koning Alfred de Grote en Ealhswith.

## Leven
Hij werd geboren omstreeks 880. Dat hij Alfreds jongere zoon was bij Ealhswith wordt vermeld door Asser in zijn biografie van Alfred de Grote (circa 893). Asser biedt ook waardevolle details over de opvoeding van de jongen. Terwijl zijn broer Eduard en zus Ælfthryth aan het hof werden grootgebracht en opgevoed, werd Æthelweard naar een soort van de school (schola) gestuurd, waar hij leerde lezen en schrijven in zowel het Latijn als het Oudengels en werd onderricht in de vrije kunsten "onder de attente zorg van leerkrachten, tezamen met alle kinderen van adellijke afkomst van vrijwel heel de regio en ook een redelijk aantal van lagere afkomst." Met een dergelijk onderwijs zou men op jonge leeftijd, nog vóór het begin van de adolescentie, zijn begonnen.

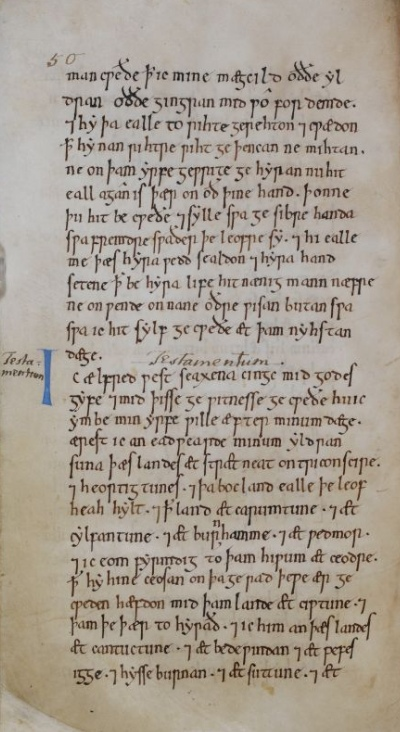
Testament van Alfred de Grote (873-888), waarin deze land schonk aan Æthelweard (11e-eeuwse kopie, British Library Stowe MS 944, ff. 29v–33r).

Door de begunstiging van zijn vader werd Æthelweard een rijke landeigenaar. In het testament van zijn vader (873 x 888), in hetwelke hij niet bij naam werd genoemd maar simpelweg "de jongere van mijn zonen" (þam gingran minan suna), was hij de begunstigde van een groot aantal landgoederen in het zuiden van Groot-Brittannië: Arreton (Isle of Wight), Dean (d.i. East Dean of West Dean, West Sussex), Meon (d.i. East Meon of West Meon, Hampshire), Amesbury (Wiltshire), Dean (waarschijnlijk West Dean, Wiltshire), Sturminster Marshall (Dorset), Yeovil (Somerset), Crewkerne (Somerset), Whitchurch Canonicorum (Dorset), Axmouth (Devon), Branscombe (Devon), Cullompton (Devon), Tiverton (Devon), Mylenburnan (waarschijnlijk Burn in Silverton, Devon), Exminster (Devon), Suðeswyrðe (mogelijk Lustleigh, Devon), Lifton (Devon) en bijbehorende gebieden, met name alle eigendommen van zijn vader in Cornwall, met uitzondering van Triggshire.
Sinds de (late) jaren 890 trad Æthelweard als getuige op in verscheidene oorkondes van zijn broer. Volgens Jan van Worcester stierf hij op 16 oktober 922 en we zijn lichaam begraven in Winchester, waar het kort daarop werd gevolgd door dat van zijn broer Eduard de Oudere (gestorven in 924). Willem van Malmesbury bevestigt de begraafplaats, maar plaatst zijn dood vier jaar voor die van Eduard. Het is mogelijk dat het Æthelweard was wiens naam werd ingevoegd in de New Minster Liber Vitae, fol. 9v., met de benaming clito "ætheling", maar indien dit het geval is, is hij verkeerdelijk aanzien voor een zoon van Eduard.
Willem van Malmesbury vermeldt dat Æthelwear twee zonen had, Æthelwine en Ælfwine, die beiden sneuvelden in de slag bij Brunanburh en werden begraven in Malmesbury, in opdracht van hun neef koning Æthelstan van Engeland, die er zelf amper twee jaar later werd begraven. De connectie met dit koningshuis is prominent aanwezig in een serie van drie vervalste oorkonden uit het archief van Malmesbury, waarin Æthelstan wordt gezegd de abdij te hebben begiftigd ter nagedachtenis aan zijn "neven" (patruelia) Æthelweard, Ælfwine en Æthelwine. Indien Ælfwine en Æthelwine kinderloos stierven, dan zou hun dood een einde hebben gemaakt aan Æthelweards directe afstamming.

## Primaire bronnen
- Angelsaksische charters:
  - S 1507 (873 x 888), testament van koning Alfred (= S.D. Keynes - M. Lapidge (tradd. anott.), Alfred the Great: Asser's Life of King Alfred and other contemporary sources, Harmondsworth, 1983, pp. 173-178, 313-326).
  - S 434, S 435, S 436 (937).
- Historici:
  - Asser, Vita Alfredi (= W.H. Stevenson (ed.), Asser’s Life of King Alfred, Oxford, 1904; S.D. Keynes - M. Lapidge (tradd. anott.), Alfred the Great: Asser's Life of King Alfred and other contemporary sources, Harmondsworth, 1983, pp. 65-110).
  - Willem van Malmesbury, Gesta regum Anglorum (= R.A.B. Mynors - R.M. Thomson - M. Winterbottom (edd. tradd.), William of Malmesbury. Gesta Regum Anglorum. The History of the English Kings, I, Oxford, 1998).
  - Jan van Worcester, Chronicon ex chronicis (= B. Thorpe (ed.), Florentii Wigorniensis monachi chronicon ex chronicis, I-II, Londen, 1848-1849; J. Stevenson (trad.), Church Historians of England, II.1, Londen, 1855, pp. 171-372).
- New Minster Liber Vitae, fol. 9v., aldus het lemma in PASE.